# Galgagnano
Galgagnano ist eine Gemeinde mit 1319 Einwohnern (Stand 31. Dezember 2023) in der Provinz Lodi in der italienischen Region Lombardei.

## Ortsteile
Im Gemeindegebiet liegt neben dem Hauptort der Wohnplatz Località Bellaria.

## Sehenswürdigkeiten
Besuchenswert ist die 1540 fertiggestellte Pfarrkirche San Sisinio, die nach dem hl. Sisinnius, († 397), einem Märtyrer, benannt ist.